# Elk Creek (Nebraska)
Elk Creek – wieś w Stanach Zjednoczonych, w stanie Nebraska, w hrabstwie Johnson.